# Blackwave.
Blackwave. (ook bekend als blackwavedot) is een Antwerps hiphopduo. Ze werden bekend door onder andere de single Elusive, die 'hotshot' werd bij Studio Brussel.

## Biografie
In mei 2017 bracht het duo de debuut-ep Mic Check uit, die goed werd onthaald in de Belgische en Nederlandse pers. In 2018 bracht het duo Elusive uit, een samenwerking met David Ngyah. De single werd hotshot op de Belgische radiozender Studio Brussel. Na het uitbrengen van Swangin volgde er een single in de zomer van 2018, Whasgood?, een single beïnvloed door Prince en OutKast. Diezelfde zomer speelde de groep op Pukkelpop, de Lokerse Feesten en Rock Werchter. Ze openden met Whasgood? de MIA's in het Brusselse Paleis 12. Zelf was de groep genomineerd in de categorieën Doorbraak, Groep en Urban.
Op 8 november 2019 kwam hun debuutalbum Are We Still Dreaming? uit. Een tweede album kwam uit in september 2022 No Sleep in LA kwam meteen binnen op plaats 1 in de Ultratop 200 Albums.

## Discografie

### Albums
| Album met hitnotering(en) in de Vlaamse Ultratop 200 albums | Datum van verschijnen | Datum van binnenkomst | Hoogste positie | Aantal weken | Opmerkingen |
| ----------------------------------------------------------- | --------------------- | --------------------- | --------------- | ------------ | ----------- |
| Mic Check                                                   | 2017                  | 02-12-2017            | 161             | 3            | ep          |
| Are We Still Dreaming?                                      | 2019                  | 16-11-2019            | 4               | 35           | debuutalbum |
| No Sleep in LA                                              | 2022                  | 17-09-2022            | 1 (1wk)         | 9            |             |

| Single met hitnotering(en) in de Vlaamse Ultratop 50 | Datum van verschijnen | Datum van binnenkomst | Hoogste positie | Aantal weken | Opmerkingen                                                          |
| ---------------------------------------------------- | --------------------- | --------------------- | --------------- | ------------ | -------------------------------------------------------------------- |
| Flow                                                 | 10-02-2017            | 25-02-2017            | Tip             | —            | Nr. 44 in de Urban Top 50 // feat. Caleborate                        |
| Big Dreams                                           | 28-04-2017            | 06-05-2017            | Tip 9           | —            | Nr. 16 in de Urban Top 50                                            |
| Hands Up!                                            | 30-06-2017            | 02-09-2017            | Tip             | —            | Nr. 43 in de Urban Top 50                                            |
| Elusive                                              | 09-10-2017            | 30-12-2017            | 44              | 3            | Nr. 10 in de Urban Top 50 // feat. David Ngyah                       |
| Swangin'                                             | 23-02-2018            | 03-03-2018            | Tip 22          | —            | Nr. 25 in de Urban Top 50                                            |
| Whasgood?!                                           | 08-06-2018            | 16-06-2018            | Tip 9           | —            | Nr. 14 in de Urban Top 50                                            |
| GoodEnough                                           | 12-10-2018            | 20-10-2018            | Tip 5           | —            | Nr. 13 in de Urban Top 50 // feat. Wesley Franklin                   |
| Never Seen U                                         | 18-01-2019            | 26-01-2019            | Tip 37          | —            | Nr. 22 in de Urban Top 50                                            |
| Home                                                 | 12-04-2019            | 20-04-2019            | Tip 28          | —            | Nr. 16 in de Urban Top 50 // met Caleborate                          |
| Up There                                             | 16-08-2019            | 24-08-2019            | Tip 47          | —            | Nr. 23 in de Urban Top 50 // met Pell & Caleborate, feat. K1D        |
| The Antidote                                         | 18-10-2019            | 26-10-2019            | Tip 8           | —            | Nr. 17 in de Urban Top 50 // met Winston Sirfshirt feat. Benny Sings |
| Bittersweet Baby                                     | 10-04-2020            | 18-04-2020            | Tip 44          | —            | Nr. 30 in de Urban Top 50                                            |
| Recluse                                              | 19-05-2021            | 29-05-2021            | Tip 17          | —            |                                                                      |

## Trivia
- Het nummer a-okay (ft. Abhi The Nomad) staat op de soundtrack van het computerspel FIFA 23 en het nummer cracked screen op EA Sports FC 24.[3][4]